# George Joseph Bell
George Joseph Bell (Fountain Bridge, 1770 – 1843) è stato un giurista scozzese.
Docente all'università di Edimburgo dal 1822 e membro della Corte suprema dal 1832, pubblicò nel 1829 i Principi di legge della Scozia.